# Molly Engstrom
Molly Marie Engstrom (Siren, 1º marzo 1983) è una hockeista su ghiaccio statunitense di origini svedesi.

## Palmarès

### Olimpiadi
- Argento a Vancouver 2010.
- Bronzo a Torino 2006.

### Mondiali
- Oro a Svezia 2005.
- Oro a Cina 2008.
- Oro a Finlandia 2009.
- Oro a Svizzera 2011.
- Argento a Canada 2004.
- Argento a Canada 2007.

### Coppa delle 4 Nazioni
- Oro a Svezia 2001.
- Argento a Canada 2010.